# Gudauta
Gudauta (gruzijski: გუდაუთა, abhaski: Гәдоуҭа, ruski: Гудаута) je grad u gruzijskoj pokrajini Abhaziji. Nalazi se na Crnom moru, 37 km sjeverozapadno do Suhumija, glavnog grada Abhazije.

## Povijest
U Gudauti je do 1982. godine bila baza sovjetskog ratnog zrakoplovstva smještena na aerodromu Bombora, koja je kasnije prebačena u Čukotski autonomni okrug. Grad je bio središte Abhazima tijekom separatističkog otpora gruzijskim vladinim snaga tijekom Gruzijsko-abhazijskog rata 1992. – 1993. U rujnu 1995. godine, Gruzija je morala dati Rusima u najam tri baze u zemlji, a među njima je bila i baze Gudauta.
Na samitu Organizacije za europsku sigurnost i suradnju (OESS), u Istanbulu 1999. godine, Rusija je pristala zatvoriti svoju bazu u Gudauta i povući trupe i opremu, obećavajući da odsad zračnu luku trebala koristiti isključivo za mirovne snage CIS. Međutim Abhazi su blokirali inspekcijske posjete OESS-a, a nakon rata u Južnoj Osetiji 2008. Rusija je potpisala sporazum s Abhazijom kojim je dozvoljeno da Rusija zadržati svoju vojnu bazu. Baza Gudauta ostaje jedan od glavnih problema u složenim rusko-gruzijskim odnosima.

## Gradovi prijatelji
- Kinešma, Rusija[3]